# Головин (лунный кратер)
Кратер Головин (лат. Golovin) — крупный молодой ударный кратер в северном полушарии обратной стороны Луны. Название присвоено в честь американского ученого в области ракетостроения Николаса Эрасмуса Головина (1912—1969) и утверждено Международным астрономическим союзом в 1970 г. Образование кратера относится к позднеимбрийскому периоду.

## Описание кратера
Ближайшими соседями кратера являются кратер Нейман на западе, кратер Лей на западе-северо-западе, кратер Кемпбелл на северо-западе, кратер Ланжевен на севере-северо-востоке, кратер Чандлер на северо-востоке, кратер Геттон на юго-востоке, кратер Стирнс на юге, а также кратер Эпплтон на юго-западе. Селенографические координаты центра кратера 39°45′ с. ш. 161°14′ в. д. / 39,75° с. ш. 161,24° в. д., диаметр 37,9 км, глубина 2,1 км.
Кратер имеет близкую к циркулярной форму, хорошо сохранился, вал не отмечен существенными кратерами. В северо-западной части имеется небольшой выступ. Внутренний склон вала сравнительно широк, имеются следы обрушения у верхней кромки. Средняя высота вала кратера над окружающей местностью 1000 м, объем кратера составляет приблизительно 1000 км³. Дно чаши кратера сравнительно ровное, в центре чаши находится скопление холмов.

## Сателлитные кратеры
| Головин | Координаты                                              | Диаметр, км |
| ------- | ------------------------------------------------------- | ----------- |
| C       | 40°40′ с. ш. 163°14′ в. д. / 40,66° с. ш. 163,23° в. д. | 14,6        |